# Пояс астероїдів

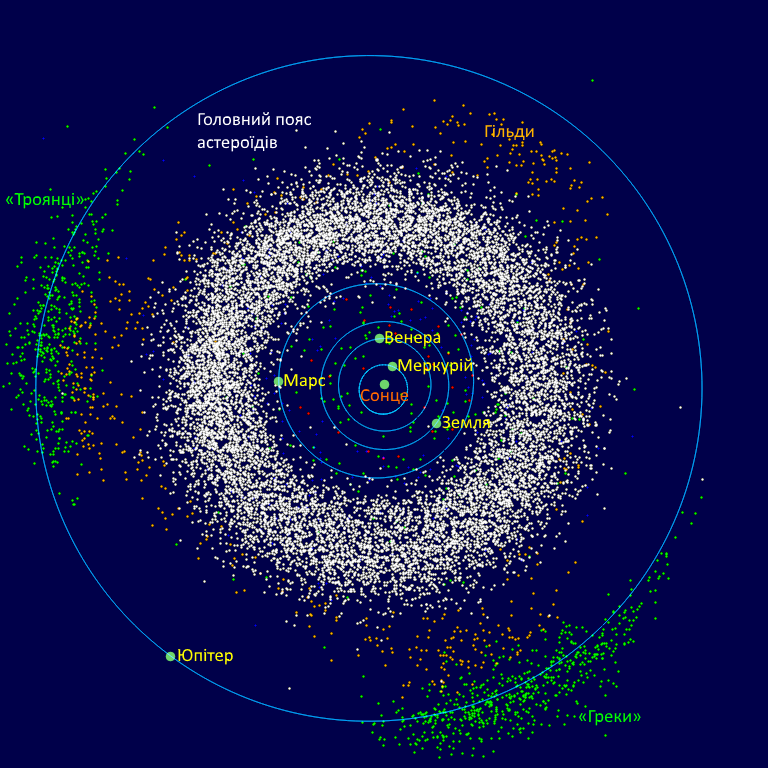
Схема розташування поясу астероїдів у Сонячній системі

| Сонце Троянці Юпітера Орбіти планет | Головний пояс Гільди Навколоземні об'єкти |

По́яс астеро́їдів — частина Сонячної системи, розташована між орбітами Марса і Юпітера, яка є місцем скупчення великої кількості об'єктів різних розмірів, переважно неправильної форми, що називаються астероїдами. У поясі астероїдів розташована карликова планета Церера.
Цю ділянку також часто називають головним поясом астероїдів або просто головним поясом, підкреслюючи тим самим її відмінність від інших подібних зон скупчення малих планет, як-от пояс Койпера за орбітою Нептуна, а також скупчення об'єктів розсіяного диска і хмари Оорта.
Вислів «пояс астероїдів» увійшов у вжиток на початку 1850-х років. Перше використання цього терміна пов'язують з іменем Александра фон Гумбольдта і його книгою «Космос: Ескіз фізичного опису Всесвіту» (англ. Cosmos: A Sketch of a Physical Description of the Universe).
Сумарна маса головного поясу становить близько 4 % від маси Місяця. Більш ніж половина її зосереджена в чотирьох найбільших об'єктах: Церері, 2 Палладі, 4 Весті й 10 Гігеї. Їхній середній діаметр становить близько 400 км, а найбільший з цих об'єктів, Церера, єдина в головному поясі карликова планета, має діаметр понад 950 км і масу, що вдвічі перевищує сумарну масу Паллади й Вести. А втім, більшість астероїдів, яких налічується кілька мільйонів, значно менші, до кількох десятків метрів. При цьому астероїди у цій зоні настільки розсіяні, що жодний космічний апарат, що там пролітав, не був пошкоджений.
Причина такого складу поясу астероїдів полягає в тому, що він почав формуватися безпосередньо поблизу Юпітера, гравітаційне поле якого постійно вносило значні збурення в орбіти планетезималей. Отримуваний від Юпітера надлишок орбітальної енергії призводив до жорсткіших зіткнень цих тіл між собою, що перешкоджало їх злипанню в протопланету і її подальшому збільшенню.
Унаслідок цього більшість планетезималей виявилися роздробленими на численні дрібні фрагменти, більша частина яких або була викинута за межі Сонячної системи, чим пояснюється низька щільність поясу астероїдів, або перейшла на витягнуті орбіти, по яких вони, потрапляючи у внутрішню область Сонячної системи, зіштовхувалися з планетами земної групи; цей феномен отримав назву пізнього важкого бомбардування.
Зіткнення між астероїдами відбувалися й після цього періоду, що призводило до появи численних сімей астероїдів — груп тіл з подібними орбітами й хімічним складом, у які входить значна кількість астероїдів, а також до утворення дрібного космічного пилу, що формує зодіакальне світло.
Крім цього, гравітація Юпітера також створює зони нестійких орбіт, у яких через резонанси з Юпітером практично відсутні астероїди . Астероїд, що потрапляє туди, за відносно короткий час викидається з цієї орбіти за межі Сонячної системи або поповнює популяцію астероїдів, що перетинають орбіти внутрішніх планет. Зараз астероїдів у таких зонах практично не залишилося, але орбіти багатьох невеликих астероїдів продовжують повільно змінюватися під впливом інших факторів.
Головною рисою, що характеризує окремі астероїди, є їхній спектр, за яким можна робити висновок про хімічний склад цих тіл. У головному поясі залежно від хімічного складу виділені три основні спектральні типи астероїдів: вуглецеві (тип C), силікатні (тип S) і металічні або залізні (тип M). Усі ці типи астероїдів, особливо металічні, цікаві для космічної індустрії в цілому і промислового освоєння астероїдів зокрема.

## Історія вивчення астероїдів

### Правило Тіциуса— Боде

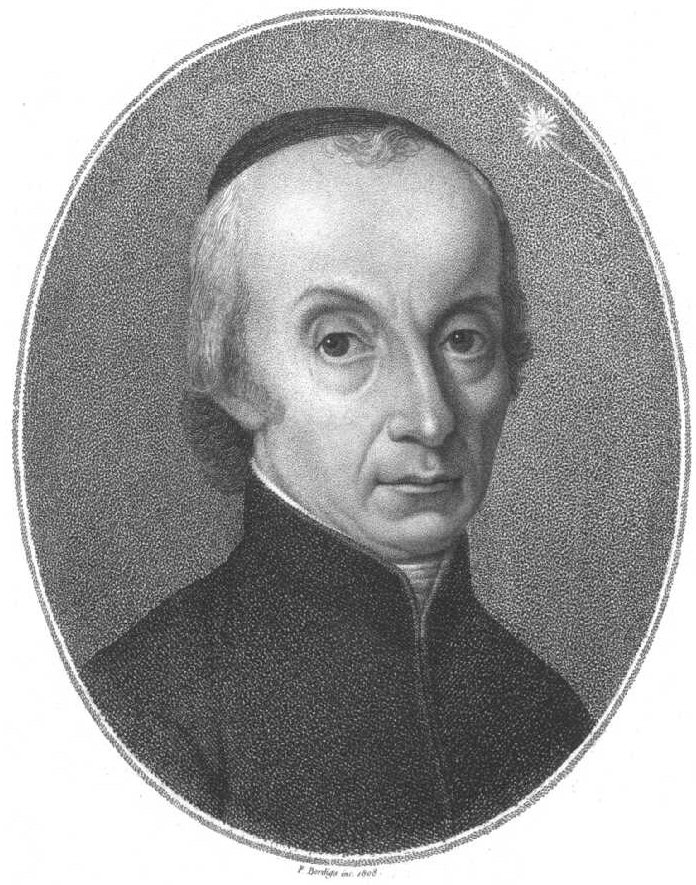
Італійський астроном Джузеппе Піацці, що відкрив Цереру, яка спочатку вважалася планетою, потім протягом двох сотень років великим астероїдом і, нарешті, остаточно була визнана карликовою планетою

Своєрідною передісторією початку вивчення поясу астероїдів можна вважати відкриття правила Тіциуса — Боде — залежності, яка наближено описує відстані планет від Сонця. Його суть полягає в тому, що розташування орбіт планет Сонячної системи може бути наближено описане емпіричною формулою:
{\displaystyle a_{i}=0{,}4+0{,}3\cdot 2^{i-2}},
де {\displaystyle i\,\!} — порядковий номер планети (при цьому для Меркурія слід задати {\displaystyle i=-\infty }, а {\displaystyle i=5} не відповідає жодній відомій планеті).
Уперше його сформулював і опублікував німецький фізик і математик Йоганн Данієль Тіциус ще 1766 року, але попри те, що воно було справедливе для всіх шести відомих тоді планет (від Меркурія до Сатурна), правило довго не привертало уваги. Так продовжувалося до 1781 року, коли був відкритий Уран, велика піввісь орбіти якого точно відповідала передбаченій цією формулою. Після цього Йоганн Елерт Боде висловив припущення про можливість існування п'ятої від Сонця планети між орбітами Марса та Юпітера, яка, відповідно до цього правила, повинна була розташовуватися на відстані 2,8 а. о., але ще не була виявлена. Відкриття Церери в січні 1801 року, причому саме на вказаній відстані від Сонця, посилило довіру астрономів до правила Тіциуса — Боде, яка зберігалася аж до відкриття Нептуна.

### Відкриття Церери
Першим пошуки планети між Марсом і Юпітером ще 1787 року почав барон Франц Ксавер, але після кількох років невдалих спостережень він зрозумів, що потребує допомоги інших астрономів, тому у вересні 1800 року зібрав групу з 24 учених для спільних пошуків планети, створивши подобу неформального клубу під назвою «Товариство Лілієнталю». Однак найбільш відома ця група була як «Himmelspolizei», чи «небесна поліція». Найвідомішими її членами були Вільям Гершель, Шарль Мессьє і Генріх Ольберс. Вони поділили зодіакальну частину неба поблизу екліптики на 24 частини (за кількістю астрономів), надавши кожному зодіакальну зону завширшки 15° для пошуку планети. Завданням групи був опис координат усіх зірок в ділянці зодіакальних сузір'їв на певний момент. У наступні ночі перевірялися координати й виділялися об'єкти, які зміщувалися на більшу відстань. Передбачуване зміщення шуканої планети повинно було становити близько 30 кутових секунд за годину, і його було легко помітити.
Незважаючи на зусилля «небесної поліції», планету випадково виявила людина, що не перебувала в клубі, — італійський астроном з університету Палермо в Сицилії Джузеппе Піацці, який спостерігав її в ніч проти 1 січня 1801 року. Складаючи повний каталог зір із сузір'я Тельця, він виявив маленьку точку світла, яка рухалася на тлі зір. Наступні спостереження підтвердили, що вона не зірка, а об'єкт Сонячної системи. Спочатку Піацці прийняв її за комету, але відсутність коми наштовхнуло його на думку, що цей об'єкт може бути планетою. Вона розташовувалася на відстані 2,77 а. о. від Сонця, що майже точно відповідало передбаченням правила Тіциуса — Боде. Піацці назвав планету Церера на честь римської богині врожаю і покровительки Сицилії.
Невдовзі після виявлення об'єкт був утрачений, але завдяки складним обчисленням, які виконав усього за кілька годин 24-річний Карл Гаусс за новим розробленим ним самим методом (метод найменших квадратів), йому вдалося вказати місце, де шукати Цереру, і незабаром вона була знову виявлена.

### Відкриття Паллади та інших астероїдів
Через 15 місяців, 28 березня 1802 року, Генріх Ольберс відкрив другий великий об'єкт у тій самій ділянці Сонячної системи, який отримав назву Паллада. Її велика піввісь була приблизно така сама, як у Церери, але ексцентриситет і нахил сильно відрізнялися від аналогічних параметрів Церери. Обидва відкриті тіла, на відміну від інших планет, навіть у найсильніші телескопи того часу виглядали як точки: розгледіти їхні диски не вдавалося, і, якби не їхній швидкий рух, їх не можна було б відрізнити від зірок. Тому 6 травня 1802 року після вивчення характеру і розміру цих двох нових об'єктів Вільям Гершель запропонував класифікувати їх як окремий клас об'єктів, названий ним «астероїди», від грец. αστεροειδής, що означає «зіркоподібний». Спеціально був обраний дещо неоднозначний термін, щоб він був «достатньо широким для покриття всіх відомих майбутніх відкриттів». Однак, попри зусилля Гершеля ввести цей новий термін, протягом декількох десятиліть астрономи надалі називали нові відкриті об'єкти «планетами». Так, Церера називалася планетою аж до 1860-х років, коли вона все ж таки була віднесена до класу астероїдів, у якому перебувала до 2006 року, коли разом з Плутоном і деякими іншими транснептуновими об'єктами була переведена до карликових планет. Зі збільшенням кількості відкритих астероїдів система їх класифікації та позначення ставала все більш громіздкою, і на початку 1850-х за пропозицією Александра фон Гумбольдта вони були виключені зі складу планет і поступово все частіше почали називатися астероїдами.
Слід зазначити, що австрійський астроном Йозеф Літтров запропонував ще одне, набагато інформативніше найменування — «зенареїд». Утворений від грецьких імен Юпітера і Марса (Зевс і Арес відповідно), цей термін указував на розташування поясу астероїдів між орбітами цих двох планет. Однак термін спізнився: нові тіла вже були названі іншим словом, до того ж термін «зенареїд» був дещо громіздкий і химерний, тому в науку він так і не ввійшов і лише іноді зустрічається в старій німецькій астрономічній літературі.
До 1807 року було відкрито ще два об'єкти, які отримали назви Юнона і Веста. Однак на цьому відкриття скінчилися. Почалася епоха наполеонівських війн, що стала своєрідним закінченням першого етапу в історії пошуку астероїдів. Відшукати нові астероїди ніяк не вдавалося, і більшість астрономів, вирішивши, що їх більше немає, припинила дослідження. Однак Карл Людвиг Генке проявив наполегливість, 1830 року відновивши пошук нових астероїдів, і 1845 року виявив Астрею — перший за 38 років новий астероїд. Менш ніж два роки по тому була відкрита Геба, після чого до пошуків долучилися й інші астрономи в усьому світі, і відкриття нових астероїдів пішло прискореними темпами — не менш ніж однин за рік. У міру вдосконалення телескопів темпи відкриття астероїдів неперервно зростали, і вже до середини 1868 року відомих астероїдів налічувалося понад сотню.
Коли стало зрозуміло, що крім Церери приблизно на тій самій відстані від Сонця розташовується багато інших менших тіл, щоб якось пояснити це з позиції правила Тіциуса — Боде, була висунута гіпотеза про планету, яка раніше розташовувалася на цій орбіті, гіпотетичну планету Фаетон, яка на ранніх етапах формування Сонячної системи зруйнувалася, а її уламки сформували Пояс астероїдів. Згодом ця гіпотеза була спростована, оскільки виявилося, що через гравітаційний вплив Юпітера на цій відстані від Сонця досить велике тіло утворитися просто не могло.
| - Джон Рассел Гайнд - Аннібале де Гаспаріс - Роберт Лютер - Герман Гольдшмідт - Жан Шакорнак | - Джеймс Фергюсон - Норман Поґсон - Ернст Темпель - Джеймс Вотсон - Христіан Петерс | - Альфонс Бореллі - Йоганн Паліза - Поль і Проспер Анрі - Огюст Шарлуа - Жером Коджа |  |

З відкриттям Нептуна 1846 року правило Тіциуса — Боде було повністю дискредитоване в очах учених, оскільки велика піввісь цієї планети сильно відрізнялася від передбаченої правилом.
| Планета         | i                        | k       | Радіус орбіти (а. о.) | Радіус орбіти (а. о.) |
| Планета         | i                        | k       | за правилом           | фактичний             |
| --------------- | ------------------------ | ------- | --------------------- | --------------------- |
| Меркурій        | {\displaystyle -\infty } | 0       | 0,4                   | 0,39                  |
| Венера          | 0                        | 1       | 0,7                   | 0,72                  |
| Земля           | 1                        | 2       | 1,0                   | 1,00                  |
| Марс            | 2                        | 4       | 1,6                   | 1,52                  |
| Пояс астероїдів | 3                        | 8       | 2,8                   | в серед. 2,2—3,6      |
| Юпітер          | 4                        | 16      | 5,2                   | 5,20                  |
| Сатурн          | 5                        | 32      | 10,0                  | 9,54                  |
| Уран            | 6                        | 64      | 19,6                  | 19,22                 |
| Нептун          | випадає                  | випадає | випадає               | 30,06                 |
| Плутон          | 7                        | 128     | 38,8                  | 39,5                  |
| Ерида           | 8                        | 256     | 77,2                  | 67,7                  |

Новий етап у вивченні астероїдів почався з застосуванням 1891 року Максом Вольфом методу астрофотографії для пошуку нових астероїдів. Суть методу полягала в тому, що на фотографіях з довгим періодом експонування астероїди залишали короткі світлі лінії, тоді як зорі залишалися точками завдяки тому, що телескоп обертається разом з небесною сферою. Цей метод значно прискорив виявлення нових астероїдів порівняно з методами візуального спостереження, що використовувалися раніше: Макс Вольф сам виявив 248 астероїдів, починаючи з астероїда 323 Брюсія, тоді як до нього протягом кількох десятиліть їх було виявлено трохи більше ніж 300.
Перша тисяча астероїдів була виявлена до жовтня 1921 року, 10 000 до 1981 року, до 2000 року кількість відкритих астероїдів перевищила 100 000, а станом на 6 вересня 2011 року кількість нумерованих астероїдів становила вже 285 075.
До 40-х років XX століття каталоги астероїдів із зазначенням їхніх орбіт містили близько півтори тисячі об'єктів. З використанням методів небесної механіки теоретично можна повернути події назад, зібрати астероїди разом і визначити приблизну орбіту батьківської планети. Таку роботу зробив московський астроном А. Н. Чибісов. Його висновок однозначний: виходячи з сучасних даних про рух астероїдів, неможливо визначити ні область, де розірвалася планета, ні орбіту, якою вона рухалася до вибуху. Азербайджанський учений Г. Ф. Султанов підійшов до цього питання з іншого боку: він розрахував, як мають розподілитися в просторі уламки під час розриву планети, отримані дані порівняв з наявним розподілом астероїдів.их
Аргументом також слугувала мала сумарна маса астероїдів, і практична неможливість формування великого об'єкта на зразок планети в ділянці Сонячної системи, що зазнає сильних гравітаційних збурення від Юпітера. Порівняння теоретичних розподілів уламків за великою піввіссю орбіт, величиною константи інтеграла Якобі, значенням моменту імпульсу щодо перпендикуляра до площини орбіти Юпітера з аналогічними розподілами для малих планет дало змогу показати, що походження астероїдів унаслідок розпаду однієї гіпотетичної планети вкрай малоймовірне.
Таким чином, Головний пояс астероїдів є не зруйнованою планетою, а планетою, яка так і не змогла сформуватися через гравітаційний вплив Юпітера і, меншою мірою, інших планет-гігантів.
Цим Г. Ф. Султанов не обмежився: він виконав новий ретельний аналіз, цього разу на основі припущення, що колись на місці астероїдів рухалася не одна планета, а кілька первинних великих тіл. З обмеженої задачі трьох тіл «Сонце — Юпітер — первинне тіло» вдалося з'ясувати, які елементи орбіт у процесі еволюції залишаються майже незмінними, стійкими. Потім були проведені статистичні підрахунки розподілу астероїдів за цими елементами. Як виявилося, астероїди поділяються на 12 груп — родин астероїдів, у яких значення стійких елементів близькі одне до одного. Це свідчило про спільність походження астероїдів кожної групи. Справді, оскільки виявлені стійкі елементи орбіт астероїдів майже змінюються за допомогою тяжіння Юпітера, то елементи мали приблизно те саме значення, як і тепер, у ті далекі часи, коли астероїдне кільце тільки зароджувалося. Очевидно, кожне сімейство астероїдів походить з одного первинного тіла.
Залишилося невирішеним питання про походження первинних тіл.
Відомо, що пояс астероїдів містить набагато більшу їх кількість, ніж відомо зараз (усе залежить від того, наскільки малі тіла можна називати астероїдами). Однак, оскільки сучасні системи пошуку нових астероїдів дають змогу виявляти їх цілком автоматично практично без участі людини, більшість учених не займається їх пошуком, називаючи астероїди «космічним сміттям», яке зосталося після формування Сонячної системи. Зараз велика увага приділяється лише астероїдам, потенційно небезпечним для Землі. Вони називаються навколоземними астероїдами і входять у групу навколоземних об'єктів, до яких також належать деякі комети й метеороїди.

## Дослідження

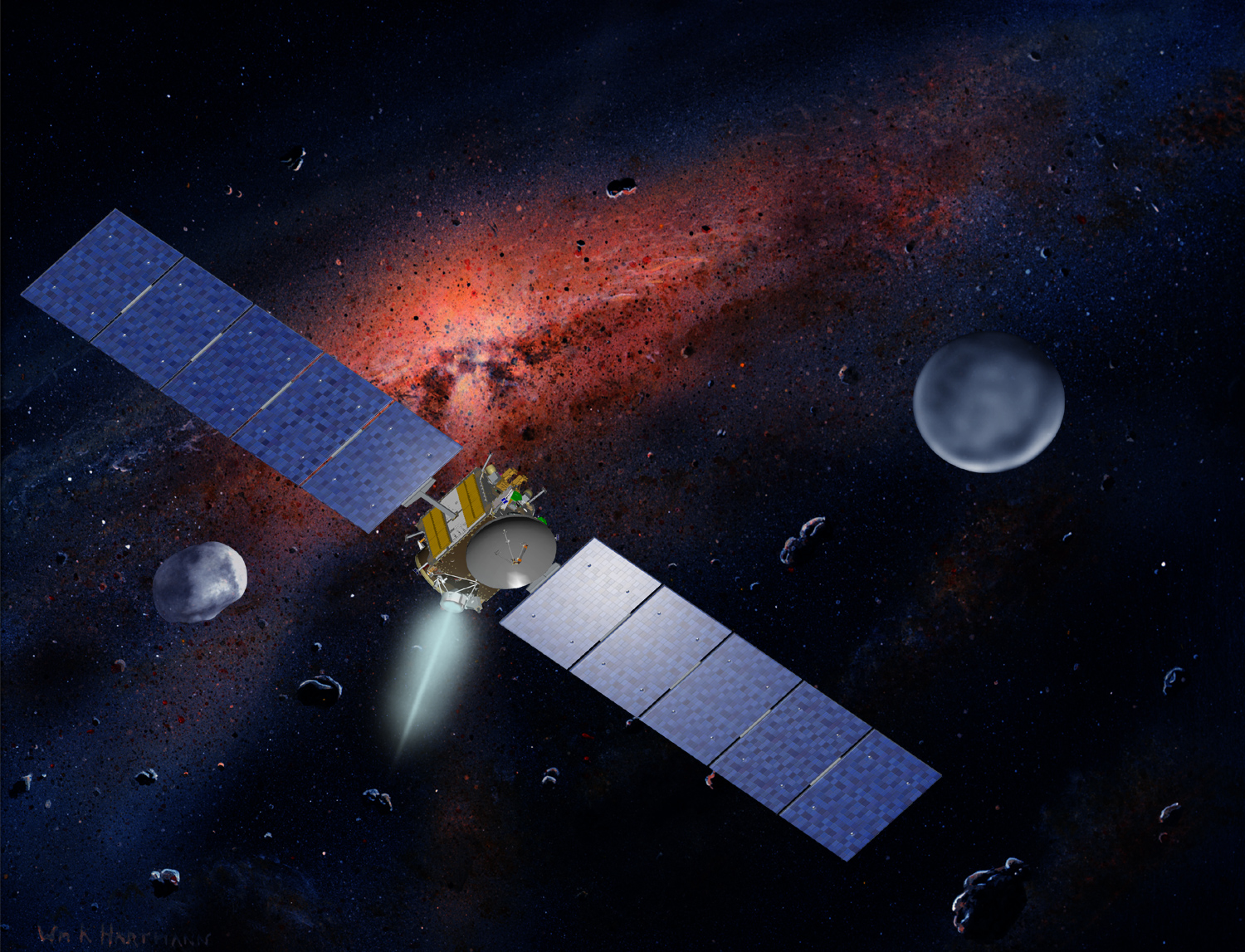
Політ космічного апарата Dawn до астероїдів 4 Веста (зліва) і Церера (справа)

Першим космічним апаратом, що пролетів через пояс астероїдів, став «Піонер-10», який долетів до області головного поясу 16 липня 1972 року. У той час ще існувала занепокоєність з приводу можливості зіткнення апарата з одним із невеликих астероїдів, однак відтоді на шляху до зовнішніх планет через пояс астероїдів без усіляких інцидентів пролетіло вже 9 космічних апаратів.
Апарати «Піонер-11», «Вояджер-1» і «Вояджер-2», а також зонд «Улісс» пролітали через пояс без запланованих чи випадкових зближень з астероїдами. Апарат «Галілео» став першим космічним апаратом, який зробив знімки астероїдів. Першими сфотографованими об'єктами стали астероїд 951 Гаспра в 1991 році та астероїд 243 Іда в 1993 році. Після цього в НАСА була прийнята програма, згідно з якою будь-який апарат, який пролітає через пояс астероїдів, повинен, якщо є така можливість, пролетіти повз який-небудь астероїд. У наступні роки космічними зондами та апаратами були отримані зображення ряду малих об'єктів, як-от 253 Матільда в 1997 році з апарата NEAR Shoemaker, 2685 Мазурський у 2000 році з «Кассіні», 5535 Аннафранк у 2002 році з «Стардаст», 132524 APL в 2006 з зонда «Нью-Горайзонс», 2867 Штейнс у 2008 році та 21 Лютеція у 2010 році з «Розетти».
Більшість зображень астероїдів головного поясу, переданих космічними апаратами, отримані в результаті короткого прольоту зондів поблизу астероїдів на шляху до основної цілі місії. Для детального вивчення астероїдів відправляли лише два апарати: NEAR Shoemaker, який досліджував 433 Ерос і Матільду, а також «Хаябуса», головною метою якого було вивчення 25143 Ітокава. Апарат протягом тривалого часу вивчав поверхню астероїда і навіть, вперше в історії, доставив частинки ґрунту з його поверхні.
27 вересня 2007 року до найбільших астероїдів Вести та Церери було відправлено автоматичну міжпланетну станцію Dawn. Апарат досягнув Вести 16 липня 2011 року і вийшов на її орбіту. Після вивчення астероїда протягом пів року він вирушив до Церери, якої досягнув у 2015 році. Якщо зонд буде продовжувати працювати й після вивчення цих двох астероїдів, то можливе розширення його місії для дослідження Паллади.

## Походження

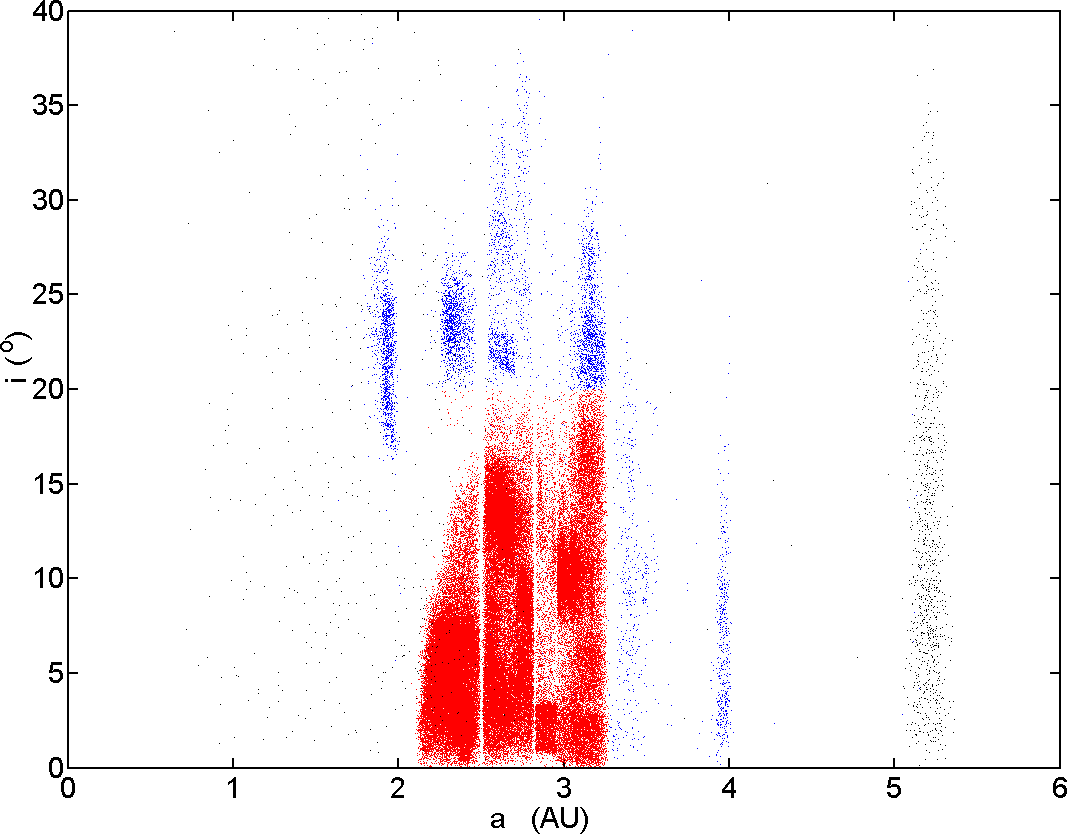
Діаграма розподілу астероїдів головного поясу залежно від нахилу орбіти і розміру великої півосі. Червоний — центральні області, блакитний — периферія

### Формування
Дослідники космосу висловлювали різні припущення про причини великої концентрації астероїдів у порівняно вузькому просторі міжпланетного середовища між орбітами Марса і Юпітера.
Найбільшу популярність серед панівних у XIX столітті гіпотез про походження тіл поясу астероїдів отримала гіпотеза, висунута в 1802 році, невдовзі після виявлення Паллади, німецьким вченим Генріхом Ольберсом. Він припустив, що Церера і Паллада можуть бути фрагментами гіпотетичної планети Фаетон, яка колись існувала між орбітами Марса і Юпітера і була зруйнована в результаті зіткнення з кометою багато мільйонів років тому.
Однак наступні дослідження спростовують цю гіпотезу. Аргументами проти є дуже велика кількість енергії, яка необхідна для того, щоб зруйнувати цілу планету, вкрай мала сумарна маса всіх астероїдів головного поясу, яка складає лише 4 % маси Місяця, і практична неможливість формування великого об'єкта типу планети в області Сонячної системи, яка зазнає сильних гравітаційних збурень від Юпітера. Суттєві відмінності хімічного складу астероїдів також виключають можливість їх походження з одного тіла. Скоріш за все, пояс астероїдів є не зруйнованою планетою, а планетою, яка так і не змогла сформуватися через гравітаційний вплив Юпітера і, меншою мірою, інших планет-гігантів.

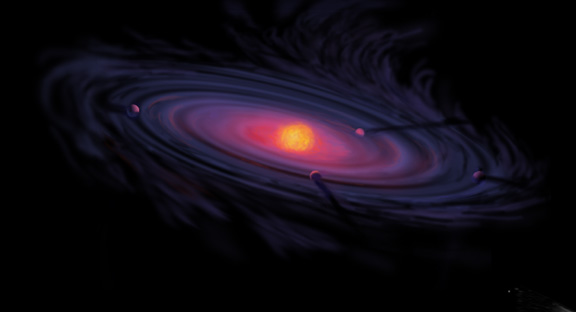
Протопланетний диск навколо зорі в уяві художника

В цілому формування планет і астероїдів Сонячної системи близьке до опису цього процесу в небулярній гіпотезі, згідно з якою 4,5 млрд років тому хмари міжзоряного газу і пилу під дією гравітації утворили протопланетний диск, який обертався, і в якому відбувалися ущільнення і конденсація речовини диска. Протягом перших кількох мільйонів років історії Сонячної системи, внаслідок турбулентних та інших нестаціонарних явищ, у результаті злипання при взаємних зіткненнях дрібних частинок замерзлого газу і пилу виникали згустки речовини. Цей процес отримав назву акреції. Взаємні непружні зіткнення, разом зі зростаючою в міру збільшення їхніх розмірів та маси гравітаційною взаємодією, викликали збільшення швидкості росту згустків. Потім згустки речовини притягували навколишні пил і газ, а також інші згустки, об'єднуючись у планетезималі, з яких згодом утворилися планети.
Зі збільшенням відстані від Сонця зменшувалася середня температура газопилової речовини, і, відповідно, змінювався її загальний хімічний склад. Кільцева зона протопланетного диска, з якого згодом сформувався головний пояс астероїдів, опинилася поблизу межі конденсації летких сполук, зокрема, водяної пари. Саме це і є причиною утворення в цьому місці поясу астероїдів замість повноцінної планети. Близькість цієї границі призвела до випереджуючого зростання зародку Юпітера, який розташовувався поряд і став центром акумуляції Гідрогену, Азоту, Карбону та їхніх сполук, які покидали більш розігріту центральну частину Сонячної системи.
Потужні гравітаційні збурення з боку зародку Юпітера, який швидко зростав, перешкоджали утворенню в поясі астероїдів достатньо великого протопланетного тіла. Процес акумуляції речовини там зупинився в той момент, коли встигли сформуватися лише декілька десятків планетезималей допланетного розміру (близько 500—1000 км), які потім почали дробитися при зіткненнях, внаслідок швидкого зростання їхніх відносних швидкостей (від 0,1 до 5 км/с). Причина їхнього зростання полягає в орбітальних резонансах, а саме, у так званих проміжках Кірквуда, які відповідають орбітам, періоди обертання на яких співвідносяться з періодом обертання Юпітера як цілі числа (4:1, 3:1, 5:2).
На таких орбітах зближення з Юпітером відбувається найчастіше і його гравітаційний вплив є максимальним, тому астероїди там практично відсутні. Між орбітами Марса і Юпітера розташовується декілька зон таких резонансів, більш-менш сильних. На певному етапі свого формування Юпітер почав мігрувати у внутрішню частину Сонячної системи, у результаті ці резонанси пройшли по всьому поясу, вносячи збурення в орбіти астероїдів та збільшуючи швидкість їхнього руху.
При цьому протоастероїди зазнавали численних зіткнень, і не лише між собою, але і з тілами, які вторгалися у пояс астероїдів із зон Юпітера, Сатурна і більш далекої периферії Сонячної системи. До цього поступове зростання батьківських тіл астероїдів було можливий завдяки їхнім невеликим відносним швидкостям (до 0,5 км/с), коли зіткнення об'єктів закінчувалися її об'єднанням, а не дробленням. Збільшення ж потоку тіл, які вкидалися в пояс астероїдів Юпітером і Сатурном, призвело до того, що відносні швидкості батьківських тіл астероїдів значно зросли (до 3—5 км/с) і стали хаотичнішими, що зробило процес подальшого збільшення тіл неможливим.
Процес акумуляції батьківських тіл астероїдів змінився процесом їх фрагментації при взаємних зіткненнях, і можливість формування великої планети на даній відстані від Сонця назавжди зникла.
Вважається, що в результаті гравітаційних збурень більша частина матеріалу головного поясу була розсіяна протягом перших двох мільйонів років з моменту його утворення, залишивши менш ніж 0,1 % речовини від початкової маси, якої, згідно з результатами комп'ютерного моделювання, могло б вистачити для утворення планети з масою Землі. Цілком можливо, що деякі з цих астероїдів могли зберегтися в поясі Койпера або серед крижаних тіл хмари Оорта, але значна частина, ймовірно, була просто викинута за межі Сонячної системи.

### Еволюція
З моменту утворення з первинної туманності більшість астероїдів зазнало значних змін, причиною яких були значне нагрівання протягом перших кількох мільйонів років після їх утворення, дифференциація надр у крупних планетезималях і дроблення останніх на окремі дрібніші фрагменти, плавлення поверхні в результаті ударів мікрометеоритів і вплив процесів космічного вивітрювання, які відбувалися під дією сонячної радіації протягом усієї історії Сонячної системи. Незважаючи на це, багато вчених продовжують вважати їх залишками планетезималей і сподіваються знайти в них первинну речовину, з якої складалася газопилова хмара і яка могла зберегтися всередині астероїдів, інші вважають, що з моменту утворення астероїди зазнали занадто серйозних змін.
При цьому область газопилової хмари, з якої утворилися астероїди, внаслідок свого доволі специфічного розташування, виявилася вельми неоднорідною за складом, залежно від відстані до Сонця: з віддаленням від Сонця (в області від 2,0 до 3,5 а. о.) відносний вміст у ній найпростіших силікатних сполук різко зменшувався, а вміст легких летких сполук, зокрема, води, навпаки, зростав. При цьому багато батьківських тіл сучасних астероїдів перебували в частково або повністю розплавленому стані. Принаймні ті з них, які містити високий відсоток силікатних сполук і перебували ближче до Сонця, вже були розігрітими та зазнали гравітаційної диференціації надр (розшарування речовини на більш щільну і менше щільну), а деякі з них і взагалі могли пережити періоди активного вулканізму та сформувати океани магми на поверхні, подібні до морів на Місяці. Джерелом розігріву могли бути або розпад радіоактивних ізотопів, або дія індукційних струмів, наведених у речовині цих тіл потужними потоками заряджених частинок з молодого та активного Сонця.
Батьківськими тілами астероїдів (протоастероїдами), які з якихось причин збереглися до наших днів, є такі найбільші астероїди, як Церера і 4 Веста. У процесі гравітаційної диференціації протоастероїдів, які зазнали нагрівання, достатнього для плавлення їхньої силікатної речовини, у них виділилися металічні ядра і легші силікатні оболонки, а в деяких випадках (наприклад, у Вести) навіть базальтова кора, як у планет земної групи.
Однак, оскільки речовина в зоні астероїдів містила значну кількість летких сполук, її середня температура плавлення була відносно низькою. Як було показано з допомогою математичного моделювання і чисельних розрахунків, для такої силікатної речовини вона могла бути в діапазоні 500—1000 °C. Настільки низька температура в поєднанні з невеликими розмірами астероїдів забезпечила швидке остигання протоастероїдів, у результаті, згідно з розрахунками, період розплавлення цих тіл міг тривати не більше, ніж декілька мільйонів років.
Вивчення кристалів цирконію, знайдених у серпні 2007 року в антарктичних метеоритах, які, ймовірно, походять з Вести, підтверджує, що її речовина перебувала в розплавленому стані зовсім недовго за геологічними мірками.
Міграція Юпітера у внутрішню частину Сонячної системи, яка почалася майже одночасно з цими процесами та, як наслідок, орбітальні резонанси, які пройшлись по поясу астероїдів, призвели до того, що тільки що сформовані протоастероїди, які пройшли диференціацію надр, почали сходити з орбіт і зіштовхуватися між собою. При відносних швидкостях близько декількох кілометрів за секунду зіткнення тіл, які складалися з кількох силікатних оболонок із різною механічною міцністю (чим більше у твердій речовині міститься металів, тим вона міцніша), призводили до «здирання» і дроблення до дрібних фрагментів, у першу чергу, найменш міцних зовнішніх силікатних оболонок, що призвело до появи великої кількості нових астероїдів, але значно менших розмірів.
Однак надовго ці фрагменти, як, зрештою, і більші тіла, у головному поясі не затримувалися, а були розсіяні та здебільшого викинуті за межі головного поясу. Про це свідчать розрахунки вчених, згідно яких щільність небесних тіл у поясі астероїдів має бути як мінімум у кілька разів більшою. Основним механізмом подібного розсіювання міг бути орбітальний резонанс із Юпітером. Резонанси 4:1 і 2:1 на відстанях 2,06 і 3,27 а. о. можна вважати, відповідно, внутрішньою і зовнішньою границями головного поясу, за межами яких кількість астероїдів різко падає.
Орбіти астероїдів, які потрапляють в область резонансу, стають вкрай нестабільними, тому астероїди в достатньо короткий термін викидаються з цих орбіт і переходять на стабільніші або взагалі покидають Сонячну систему. Більшість астероїдів, які потрапили на ці орбіти, були розсіяні або Марсом, або Юпітером.
Астероїди сім'ї Угорщини, які розташовуються всередині резонансу 4:1, і сім'ї Кібели на зовнішній границі поясу захищені від розсіювання високим нахилом орбіти.
Однак, як показує чисельне моделювання зіткнень силікатних тіл астероїдних розмірів, багато з існуючих сьогодні астероїдів після взаємних зіткнень могли реакумулювати, тобто об'єднатися з фрагментів, які залишилися, і тим самим бути не монолітними тілами, а рухомими купами щебеню.
Подібні зіткнення також могли призвести до утворення у ряду астероїдів гравітаційно пов'язаних із ними невеликих супутників. Ця гіпотеза, хоча і викликала гарячі дискусії серед вчених у минулому, була підтверджена, зокрема, спостереженнями за специфічною зміною блиску астероїдів, а потім і напряму, на прикладі астероїда 243 Іда. За допомогою космічного апарата «Галілео» 28 серпня 1993 року вдалося отримати зображення цього астероїда разом із його супутником (який пізніше назвали Дактилем). Розмір Іди 58 × 23 км, Дактиля — 1,5 км, відстань між ними 85 км.
Коли міграція Юпітера припинилася і орбіти астероїдів стабілізувалися, кількість зіткнень між астероїдами різко зменшилася, у результаті протягом більшої частини історії головного поясу розподіл розмірів астероїдів у ньому залишався відносно стабільним.
Цікаво, що коли пояс астероїдів лише почав формуватися, на відстані 2,7 а. о. від Сонця утворилася так звана «снігова лінія», де максимальна температура на поверхні астероїда не перевищувала температуру танення льоду. У результаті на астероїдах, які формувалися за межами цієї лінії, змогла конденсуватися вода у вигляді льоду, що призвело до появи астероїдів із високим вмістом льоду на поверхні.
Одним із різновидів таких астероїдів стали комети головного поясу, про відкриття яких було оголошено у 2006 році. Вони розташовуються у зовнішній частині головного поясу за межами снігової лінії. Цілком можливо, що саме ці астероїди могли бути джерелом води в земних океанах, потрапивши на Землю під час кометного бомбардування, оскільки ізотопний склад речовини комет із хмари Оорта не відповідає розподілу ізотопів у воді земної гідросфери.

## Орбіти й обертання

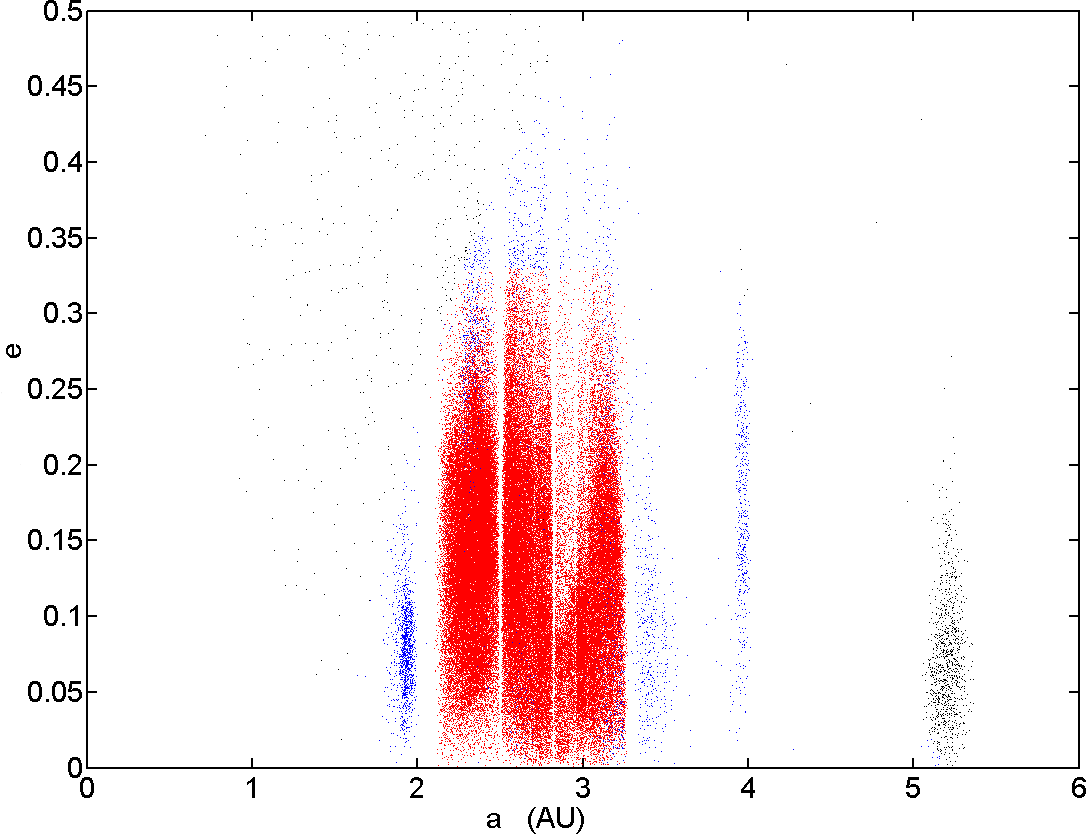
Діаграма розподілу астероїдів залежно від ексцентриситету і великої півосі (центр поясу показаний червоним, периферія — синім)

Астероїди рухаються по орбітах навколо Сонця в тому ж напрямку, що і планети. Залежно від величини великої півосі, їх період обертання коливається від 3,5 до 6 років. Більшість астероїдів, як видно з діаграми справа, рухається по орбітах з ексцентриситетом не більше 0,4, але існує чимало астероїдів, які рухаються по сильно витягнутих орбітах з ексцентриситетом до 0,6, наприклад, як у астероїда 944 Гідальго і вище.
Нахил орбіти типового астероїда не перевищує 30°, хоча тут також є свої рекордсмени: астероїд 945 Барселона, нахил орбіти якого становить 32,8°. Для основної маси астероїдів середнє значення нахилу орбіти становить не більше 4° і ексцентриситету близько 0,07.
Область простору, яка розташовується між двома орбітальними резонансами 4:1 і 2:1, що відповідає орбітальним відстаням 2,06 і 3,27 а. о., іноді називається ядром поясу астероїдів і містить до 93,4 % усіх нумерованих астероїдів. Вона включає в себе астероїди з ексцентриситетом не більше 0,33 і нахилом менше ніж 20°, великі півосі яких лежать у вказаних вище межах.
Поверхня більшості астероїдів діаметром понад 100 м, ймовірно, покрита товстим шаром роздробленої породи та пилу, які утворилися при падінні метеоритів чи зібрані в процесі руху по орбіті. Вимірювання періодів обертання астероїдів навколо власної осі показали, що існує верхня межа швидкостей обертання для відносно великих астероїдів діаметром понад 100 м, яка становить 2,2 години. В астероїдах, які обертаються швидше, сили інерції, що виникають у результаті обертання, починають перевищувати силу тяжіння, через що ніщо не може утриматися на поверхні такого астероїда. Увесь пил і щебінь, які утворюються на його поверхні при падінні метеоритів, одразу ж викидаються в навколишній простір. Однак астероїд, який є твердим суцільним тілом, а не просто «купою каміння», через існування сил зчеплення, які діють всередині нього, у принципі, може обертатися і з більшою швидкістю.

### Вплив ефекту Ярковського

Ефект Ярковського:
1. Теплове випромінювання астероїда
2. Обертання астероїда
2.1 Поверхня, освітлювана вдень
3. Орбіта астероїда
4. Теплове випромінювання Сонця

Хоча орбітальні резонанси з Юпітером є найпотужнішим і найефективнішим способом зміни орбіт астероїдів, існують і інші механізми зміщення астероїдів з їхніх початкових орбіт. Одним із таких механізмів є ефект Ярковського.
Він був передбачений російським вченим XIX століття І. Й. Ярковським і полягає в можливості зміни орбіти тіла в космічному просторі під дією тиску сонячного світла. Він висловив припущення, що сонячне світло здатне нести невеликий імпульс, який передається космічному тілу при поглинанні ним світла. А нерівномірність теплового випромінювання нагрітої та охолодженої сторін призводить до створення слабкого реактивного імпульсу, значення якого достатньо для повільної зміни великої півосі орбіт невеликих маломасивних астероїдів.
При цьому прямі сонячні промені не здатні змінити орбіту астероїда, оскільки вони діють по тій же осі, що і гравітаційне притягання Сонця. Ключова ідея полягає в тому, що астероїд має різний розподіл температур на поверхні, а отже і різну інтенсивність інфрачервоного випромінювання. Чим сильніше нагріте тіло (вечірня сторона тіла), тим більше тепла випромінює поверхня і тим сильнішим є створюваний реактивний імпульс, з іншого боку, чим холодніша поверхня (ранкова сторона тіла), тим менша інтенсивність інфрачервоного випромінювання і тим слабший створюваний реактивний імпульс. Саме в цьому і полягає механізм зміни орбіти: з нагрітої сторони на тіло діє великий реактивний імпульс, а імпульс з холодної сторони занадто малий, щоб його скомпенсувати, за рахунок цього, залежно від напрямку обертання астероїда, відбувається сповільнення чи прискорення його руху по орбіті, а зміна швидкості викликає віддалення чи наближення тіла до Сонця.
Однак дія даного ефекту не обмежується лише зміною орбіти. З врахуванням впливу деяких нових параметрів, як-от альбедо і форма астероїда, цей ефект також може викликати зміну швидкості обертання астероїда не лише по орбіті, але й навколо власної осі, а також впливати на кут її нахилу і прецесії. Цей уточнений варіант ефекту Ярковського отримав назву YORP-ефект, яка є абревіатурою перших літер прізвищ вчених, які здійснили найбільший внесок у вивчення даного явища. Головною умовою прояву цього ефекту є неправильна форма тіла. Через це при інфрачервоному випромінюванні з тієї частини астероїда, яка найбільш віддалена від його центра мас, під дією реактивного імпульсу виникає крутильний момент, який викликає зміну кутової швидкості обертання астероїда.

### Проміжки Кірквуда

Цей графік показує розподіл астероїдів у центральній частині головного поясу залежно від великої півосі орбіти. Чорні стрілки вказують на проміжки Кірквуда, де орбітальний резонанс із Юпітером дестабілізує орбіти астероїдів

Величина великої півосі астероїда використовується для опису величини його орбіти навколо Сонця і, поряд з ексцентриситетом, визначає орбітальний період астероїда. В 1866 році американський астроном Деніел Кірквуд висловив припущення про існування в поясі астероїдів порожніх областей, де вони майже повністю відсутні. Період обертання астероїдів у цих областях, які отримали назву «проміжків Кірквуда», перебуває в простому цілочисельному співвідношенні з орбітальним періодом Юпітера, що призводить до регулярних зближень астероїдів із планетою-гігантом, викликаючи явище орбітального резонансу. При цьому гравітаційний вплив Юпітера викликає дестабілізацію орбіт астероїдів, що виражається у збільшенні ексцентриситету і, як наслідок, втраті стійкості орбіти та, зрештою, призводить до викидання астероїдів з області резонансу. Ті ж астероїди, які все ж обертаються в цих областях, або з самого початку перебували там («троянці»), або були викинуті туди в результаті взаємних зіткнень.
Орбітальні резонанси бувають слабкими (9:2, 10:3, 11:6 та інші), коли зближення з Юпітером хоч і регулярні, але відбуваються не занадто часто, — у таких областях астероїдів хоча і помітно менше, але вони все ж зустрічаються, — і сильними (4:1, 3:1, 5:2, 2:1), коли зближення з Юпітером відбуваються дуже часто, раз у декілька років, — там астероїди вже практично відсутні. Увесь пояс астероїдів іноді умовно поділяють на три зони.
- «Зона I» (внутрішня) — розташовується на відстані від 2,06 до 2,5 а. о. і обмежена орбітальними резонансами 4:1 і 3:1
- «Зона II» (середня) — розташовується на відстані від 2,5 до 2,82 а. о. і обмежена орбітальними резонансами 3:1 і 5:2
- «Зона III» (зовнішня) — розташовується на відстані від 2,82 до 3,27 а. о. і обмежена орбітальними резонансами 5:2 і 2:1[58].

Головний пояс часто також поділяють на дві частини: внутрішню і зовнішню. До внутрішньої частини поясу відносяться астероїди, які розташовуються ближче до орбіти Марса до орбітального резонансу 3:1 на відстані 2,5 а. о., і до зовнішньої — астероїди, які розташовуються ближче до Юпітера, уже після цієї границі (деякі автори, втім, проводять її на відстані 3,3 а. о., що відповідає орбітальному резонансу 2:1).
На відміну від проміжків у кільцях Сатурна, проміжки в поясі астероїдів не можна візуально побачити при фотографуванні області резонансу, оскільки всі астероїди рухаються по еліптичних орбітах і час від часу перетинають резонансні орбіти. Тому фактично просторова щільність астероїдів у даних областях у будь-який момент часу не сильно відрізняється від сусідніх регіонів.
Оскільки при формуванні Сонячної системи орбіта Юпітера, як і орбіти інших планет, зазнавала значних змін, а разом із планетою переміщувалися і самі області орбітальних резонансів (проміжки Кірквуда), це може пояснити, чому деякі великі астероїди все ж перебувають в області резонансів.

## Сім'ї та групи астероїдів

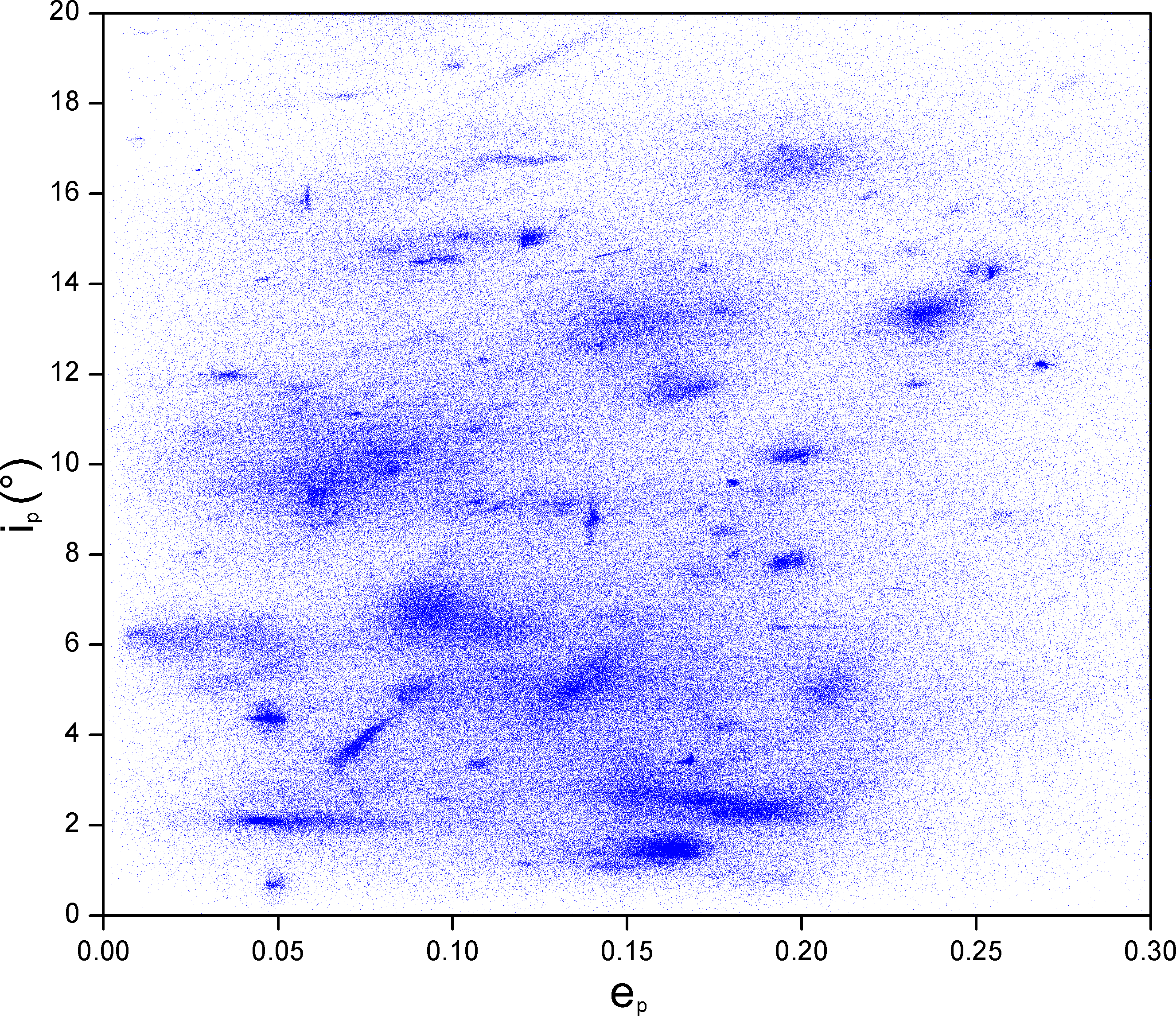
На цій діаграмі залежності нахилу (i_{p}) орбіти від ексцентриситету (e_{p}) серед астероїдів головного поясу добре видно декілька великих астероїдних скупчень

Сім'ї астероїдів були виявлені у 1918 році японським астрономом Кійоцуґу Хіраяма, який виконав порівняльний аналіз орбіт доволі великої кількості астероїдів і першим помітив, що ці параметри подібні у деяких із них.
Наразі відомо, що майже кожен третій астероїд входить до складу якої-небудь сім'ї. Ознакою належності астероїдів до одної сім'ї є приблизно однакові орбітальні параметри, як-от велика піввісь, ексцентриситет і нахил орбіти, а також аналогічні спектральні особливості. Останні вказують на спільність походження астероїдів сім'ї, які утворилися в результаті розпаду більшого тіла. Побудова діаграми залежності нахилів орбіт астероїдів від їх ексцентриситету дає змогу наочно виділити групи астероїдів, які вказують на існування сім'ї.
Виявлено вже декілька десятків астероїдних сімей. Більшість із них невеликі як за розмірами астероїдів, так і за їх кількістю, але є і дуже великі сім'ї. Останнім часом було виявлено ще кілька десятків скупчень астероїдів, але їхній статус поки точно не визначений. Він може бути остаточно підтверджений лише у випадку спільності спектральних характеристик астероїдів. Менші асоціації астероїдів називаються групами або кластерами.
Ось декілька найбільших сімей астероїдів, наведених у порядку зростання їхніх великих півосей: сім'я Флори, сім'я Евномії, сім'я Короніди, сім'я Еос і сім'я Феміди. Сім'я Флори є однією з найбільш численних, у неї входить понад 800 астероїдів, можливо, вона сформувалася в результаті зіткнення двох великих астероїдів близько мільярда років тому. Основну масу сімей складають невеликі астероїди, але є серед них і дуже великі. Найбільшим астероїдом, який є частиною сім'ї, є астероїд 4 Веста, який очолює однойменну сім'ю. Вважається, що вона утворилася при падінні на Весту в районі її південного полюса великого метеорита, який вибив з неї велику кількість фрагментів, що стали сім'єю. Частина з них впала на Землю у вигляді HED-метеоритів.
Крім цього, у головному поясі були виявлені три смуги пилу, які, судячи з орбітальних параметрів, можуть бути приурочені до трьох сімей астероїдів: Еос, Короніди і Феміди.

### Сім'ї на границях головного поясу
Ще однією цікавою сім'єю астероїдів є сім'я Угорщини, яка розташована поблизу внутрішньої границі головного поясу (між 1,78 і 2,0 а. о., із середніми значеннями великих півосей 1,9 а. о.). Ця невелика сім'я з 52 астероїдів названа в честь найбільшого представника — астероїда 434 Угорщина. Астероїди сім'ї Угорщини відділені від основної маси астероїдів головного поясу проміжком Кірквуда, який відповідає одному з чотирьох сильних орбітальних резонансів 4:1, і мають значні нахили орбіт. Причому через відносно високий ексцентриситет деякі з її членів у процесі руху навколо Сонця перетинають орбіту Марса і, як наслідок, зазнають сильного гравітаційного впливу з його боку, що, ймовірно, є фактором, який знижує чисельність даної сім'ї.
Іншою групою астероїдів у внутрішній частині головного поясу, члени якої мають великий нахил орбіти, є сім'я Фокеї. Переважна більшість її представників належать до світлого спектрального типу S, у той час як більшість астероїдів сім'ї Угорщини належать до типу E. Орбіти астероїдів сім'ї Фокеї розташовані в проміжку між 2,25 і 2,5 а. о. від Сонця.
До зовнішньої границі головного поясу також належать декілька сімей астероїдів. Серед них виділяють сім'ю Кібели, яка розташована в проміжку між 3,3 і 3,5 а. о. від Сонця і в слабкому орбітальному резонансі з Юпітером 7:4, а також сім'ю Гільди на орбітах між 3,5 і 4,2 а. о., яка перебуває в орбітальному резонансі з Юпітером 3:2. За межами відстані в 4,2 а. о. і аж до орбіти Юпітера також зустрічаються астероїди, але значно рідше, ніж у самому поясі.
Натомість на самій орбіті Юпітера розташовуються дві дуже великі групи астероїдів, які отримали назву троянських, які приурочені до двох точок Лагранжа L4 і L5. Втім, троянські астероїди існують не лише в Юпітера, але й у більшості інших зовнішніх планет.

### Молоді сім'ї
Деякі з існуючих на сьогодні сімей утворилися в астрономічному масштабі зовсім недавно. Яскравим прикладом є сім'я Каріни, яка сформувалася порівняно недавно, 5,7 млн років тому, у результаті катастрофічного зіткнення двох тіл діаметром 30 і 5 км. Інша молода група астероїдів, сім'я Верітас, утворилася 8,3 млн років тому, також у результаті зіткнення; вона включає в себе 62 астероїди, а також пиловий шлейф на орбіті.
Ще молодшим є кластер Датури, який утворився в результаті зіткнення двох невеликих астероїдів близько 450 тис. років тому, згідно з даними орбіт членів кластера. Ще одним молодим кластером, дещо старшим від попереднього, є кластер астероїда 4652 Янніні, який, ймовірно, утворився від 1 до 5 млн років тому.

## Зіткнення
Відносно висока концентрація тіл у головному поясі створює середовище, у якому дуже часто за астрономічними мірками відбуваються зіткнення між астероїдами. Так, зіткнення між великими астероїдами радіусами близько 10 км відбуваються раз у 10 млн років. При зіткненні великих астероїдів відбувається їх дроблення на окремі фрагменти, що може призвести до утворення нової сім'ї астероїдів чи кластера. Утім, якщо астероїди зближуються на порівняно невеликих швидкостях, це може призвести не до дроблення астероїдів, а, навпаки, до їх об'єднання в одне велике тіло. Саме цей процес призвів до утворення планет 4 млрд років тому. З того часу вплив цих двох процесів повністю змінив пояс астероїдів, і тепер він кардинально відрізняється від того, яким був тоді.
Можливі наслідки зіткнення в поясі астероїдів були виявлені з допомогою телескопа «Габбл», дані якого показали наявність кометної активності в астероїда 596 Шейла в період з 11 листопада по 3 грудня 2010 року. Вчені вважають, що даний астероїд зіткнувся з невідомим об'єктом діаметром порядку 35 м, на швидкості близько 5 км/с.

### Пил

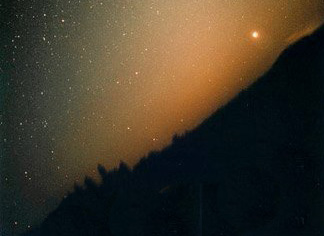
Дрібний пил у поясі астероїдів, який виник у результаті зіткнень астероїдів, створює явище, відоме як зодіакальне світло

Крім астероїдів, у поясі існують також шлейфи пилу, які складаються з мікрочастинок радіусом у декілька сотень мікрометрів, що утворилися в результаті зіткнень між астероїдами та їх бомбардування мікрометеоритами. Однак, у зв'язку з впливом ефекту Пойнтінга — Робертсона, цей пил під дією сонячної радіації поступово по спіралі рухається до Сонця.
Поєднання астероїдного пилу і пилу, що викидається кометами, дає явище зодіакального світла. Це слабке свічення простягається в площині екліптики у вигляді трикутника, і його можна побачити в екваторіальних районах невдовзі після заходу чи незадовго перед сходом Сонця. Розміри частинок, які його викликають, у середньому коливаються в районі 40 мкм, а час їхнього існування не перевищує 700 тис. років. Таким чином, наявність цих частинок свідчить про те, що процес їхнього утворення відбувається неперервно.

### Метеорити
Уламки, які виникають при зіткненні астероїдів, можуть розлітатися по всій Сонячній системі, і деякі з них іноді зустрічаються з нашою планетою та падають на її поверхню у вигляді метеоритів.
Практично всі знайдені на поверхні Землі метеорити (99,8 %), яких на сьогодні налічується близько 30 000, у свій час з'явилися в поясі астероїдів. У вересні 2007 року були опубліковані результати чесько-американського дослідження, згідно з якими, у результаті зіткнення з астероїдом 298 Баптистина іншого великого тіла у внутрішню частину Сонячної системи було викинуто значну кількість великих фрагментів, частина з яких могла мати серйозний вплив на систему Земля — Місяць. Зокрема, вважається, що саме вони можуть бути відповідальними за утворення кратера Тихо на поверхні Місяця і кратера Чиксулуб у Мексиці, утвореного при падінні метеорита, який, за деякими версіями, призвів до вимирання динозаврів 65 млн років тому. Однак, з цього питання в науковому середовищі немає єдиної думки — крім Баптистини, є й інші астероїди, уламки яких можуть бути винуватцями цієї катастрофи.

## Фізичні характеристики

Порівняльні розміри Місяця і 10 перших астероїдів, розташованих у порядку відкриття. 1 — Церера, 2 — Паллада, 3 — Юнона, 4 — Веста, 5 — Астрея, 6 — Геба, 7 — Ірида, 8 — Флора, 9 — Метіда, 10 — Гігея.

Всупереч поширеній думці, відстань між об'єктами в поясі астероїдів велика. Незважаючи на те, що кількість відкритих на 2011 рік астероїдів перевищила 300 000, а всього в поясі нараховується декілька мільйонів і більше (залежно від того, де провести нижню межу розміру) об'єктів, об'єм простору, що займається поясом астероїдів, величезний, і, як наслідок, щільність об'єктів у поясі вельми мала.
Тому ймовірність не те що зіткнення, а просто випадкового незапланованого зближення, наприклад, космічного апарата з яким-небудь астероїдом зараз оцінюється менш ніж один до мільярда.

### Розміри та маса
Астероїдами вважаються тіла з діаметром понад 30 м, тіла меншого розміру називають метеороїдами. Великих тіл у поясі астероїдів дуже мало, так, астероїдів із діаметром понад 100 км нараховується близько 200, ще відомо близько 1000 астероїдів із радіусом понад 15 км, а дані досліджень в інфрачервоному діапазону спектра дає змогу висловити припущення, що, крім них, у головному поясі існує ще від 700 тис. до 1,7 млн астероїдів діаметром від 1 км і більше. Зоряна величина астероїдів коливається від 11m до 19m і для більшості з них становить близько 16m.
Загальна маса всіх астероїдів головного поясу приблизно дорівнює від 2,39× 1021 кг, що складає всього 3 % від маси Місяця або 0,06 % від маси Землі. Половина цієї маси припадає на 4 найбільших астероїди з першої десятки: Цереру, Весту, Палладу і Гігею, причому майже третина її припадає на Цереру.

### Склад
Переважна більшість об'єктів у головному поясі складають астероїди трьох основних типів: темні вуглецеві астероїди типу C, світлі силікатні астероїди типу S і металічні астероїди типу M. Існують астероїди й інших, більш специфічних типів, але їхня кількість у поясі дуже незначна.

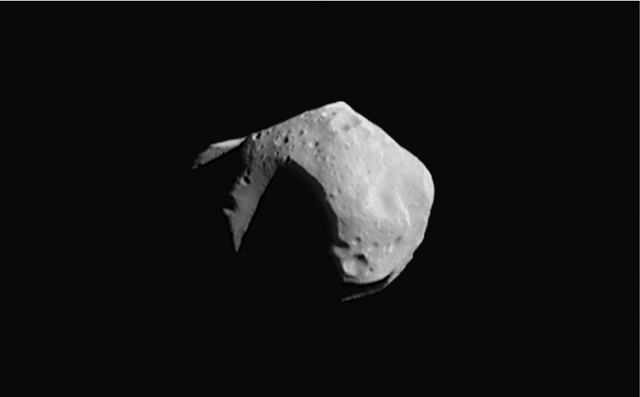
253 Матільда, типовий вуглецевий астероїд типу C

Вуглецеві астероїди типу C, названі так через великий вміст найпростіших вуглецевих сполук у їхньому складі, є найпоширенішими об'єктами у головному поясі, на них припадає 75 % усіх астероїдів, особливо велика їхня концентрація характерна для зовнішніх областей поясу. Ці астероїди мають дещо червонуватий відтінок і дуже низьке альбедо (між 0,03 і 0,0938). Оскільки вони відбивають дуже мало сонячного світла, їх важко виявити. Цілком можливо, що в поясі астероїдів є ще немало відносно великих астероїдів, які належать до цього типу, але досі не виявлених через малу яскравість. Однак ці астероїди доволі сильно випромінюють в інфрачервоному діапазоні через наявність у їхньому складі води. Загалом їхні спектри відповідають спектру речовини, з якої формувалася Сонячна система, за винятком летких елементів. За складом вони дуже близькі до вуглецевих хондритних метеоритів, які нерідко знаходять на Землі. Найбільшим представником цього типу є астероїд 10 Гігея.

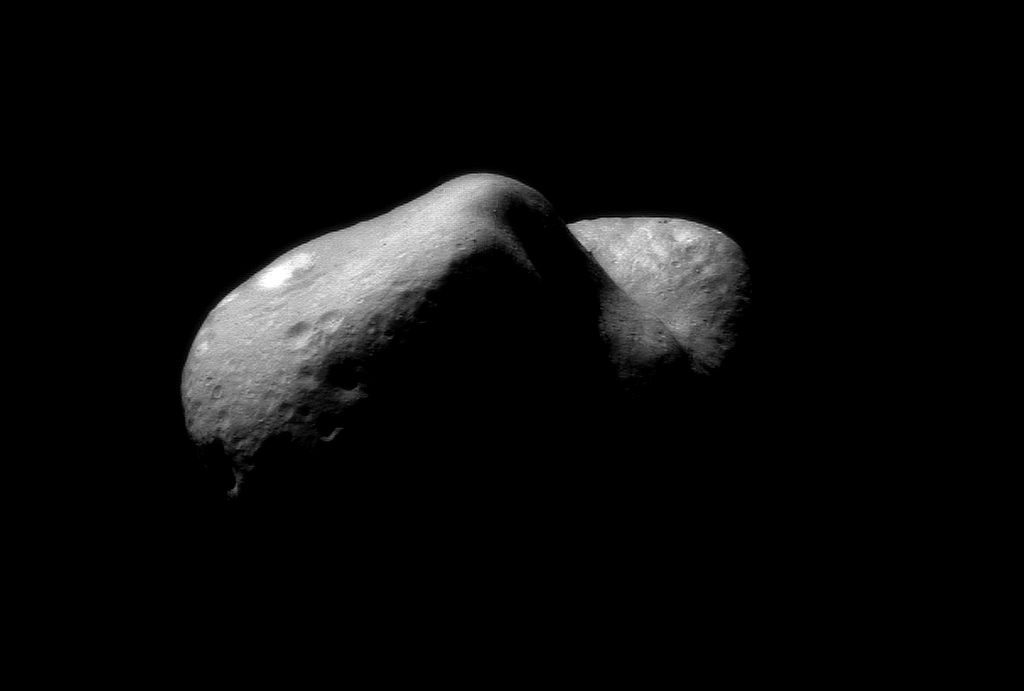
433 Ерос, типовий астероїд типу S

Другим за поширеністю спектральним типом серед астероїдів головного поясу є тип S, який об'єднує силікатні астероїди внутрішньої частини поясу, які розташовуються до відстані 2,5 а. о. від Сонця. Спектральний аналіз цих астероїдів виявив наявність у їхній поверхні різних силікатів і деяких металів (залізо і магній), але практично повну відсутність яких-небудь вуглецевих сполук. Це вказує на те, що породи за час існування цих астероїдів зазнали значних змін, можливо, у зв'язку з частковим плавленням та диференціацією. Вони мають доволі високе альбедо (між 0,10 і 0,2238) і складають 17 % від усіх астероїдів. Астероїд 3 Юнона є найбільшим представником цього типу.
Металічні астероїди типу M, багаті нікелем і залізом, складають 10 % від усіх астероїдів поясу і мають помірно велике альбедо (між 0,1 і 0,1838). Вони розташовані переважно в центральних областях поясу на відстані 2,7 а. о. від Сонця і можуть бути фрагментами металічних ядер великих планетезималей, типу Церери, які існували на початку формування Сонячної системи та зруйнованих при взаємних зіткненнях. Однак у випадку з металічними астероїдами не все так просто. У ході досліджень виявлено декілька тіл, типу астероїда 22 Калліопа, спектр яких близький до спектра астероїдів типу M, але при цьому вони мають вкрай низьку для металічних астероїдів густину. Хімічний склад подібних астероїдів на сьогодні практично невідомий, і цілком можливо, що за складом вони близькі до астероїдів типів C чи S.

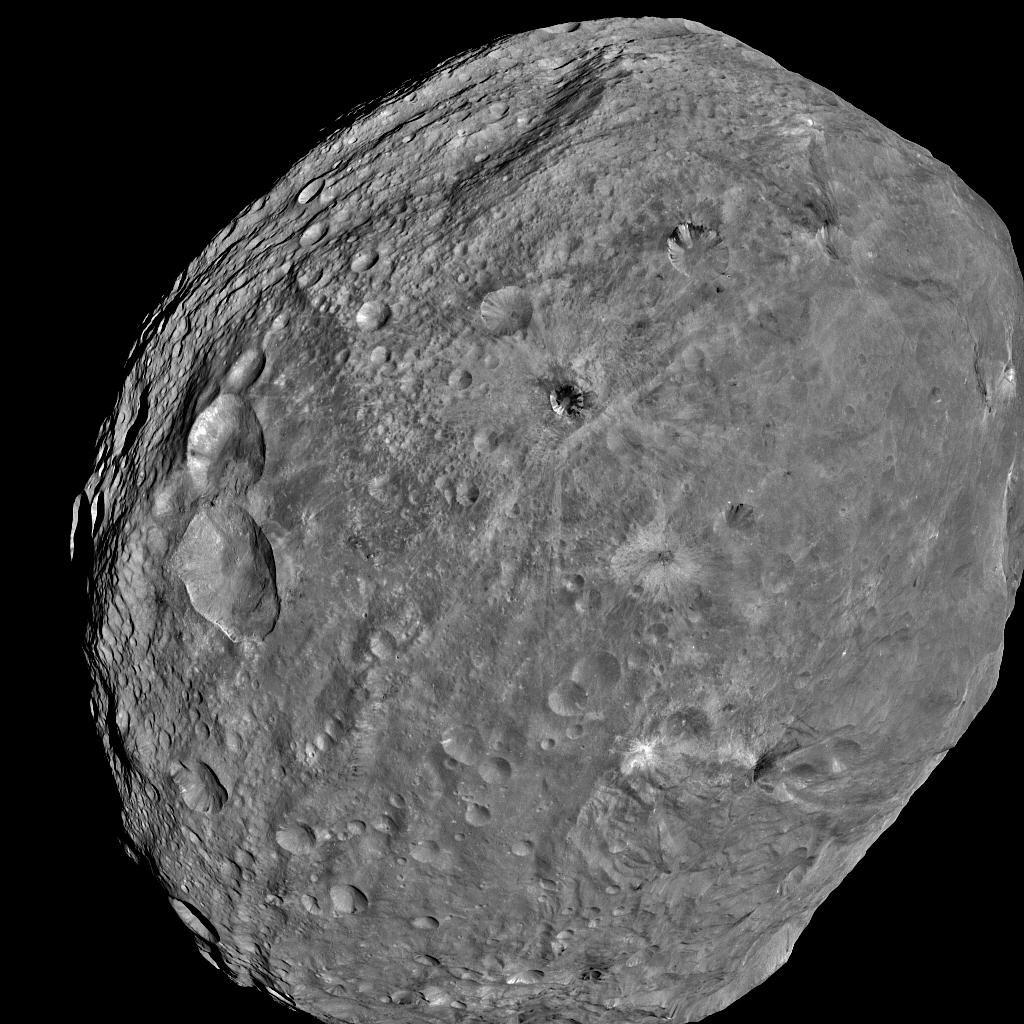
4 Веста, типовий астероїд типу V

Однією з загадок астероїдного поясу є відносно рідкісні базальтові астероїди типу V. Теорія формування поясу астероїдів передбачала, що на ранній стадії в поясі астероїдів повинно було бути немало великих об'єктів розміром як Веста, у яких повинна була початися диференціація надр. Подібні об'єкти повинні були мати кору і мантію, які складалися переважно з базальтових порід. При наступному руйнуванні цих планетезималей більша частина астероїдів повинні були складатися з базальту та олівіну. Насправді ж виявилося, що 99 % базальтового матеріалу відсутні в поясі астероїдів. До 2001 року вважалося, що більшість базальтових об'єктів у поясі астероїдів є фрагментами кори Вести (звідси й назва тип V), однак детальне вивчення астероїда 1459 Магнія дало змогу виявити певні відмінності в хімічному складі відкритих раніше базальтових астероїдів, що передбачає їх роздільне походження. Цей факт отримав підтвердження у зв'язку з детальнішим вивченням у 2007 році в зовнішній частині поясу двох астероїдів різного базальтового складу: 7472 Кумакірі та 10537 1991 RY16, які не мають жодного стосунку до Вести. Ці два тіла є єдиними астероїдами даного типу, виявлені у зовнішній частині головного поясу.

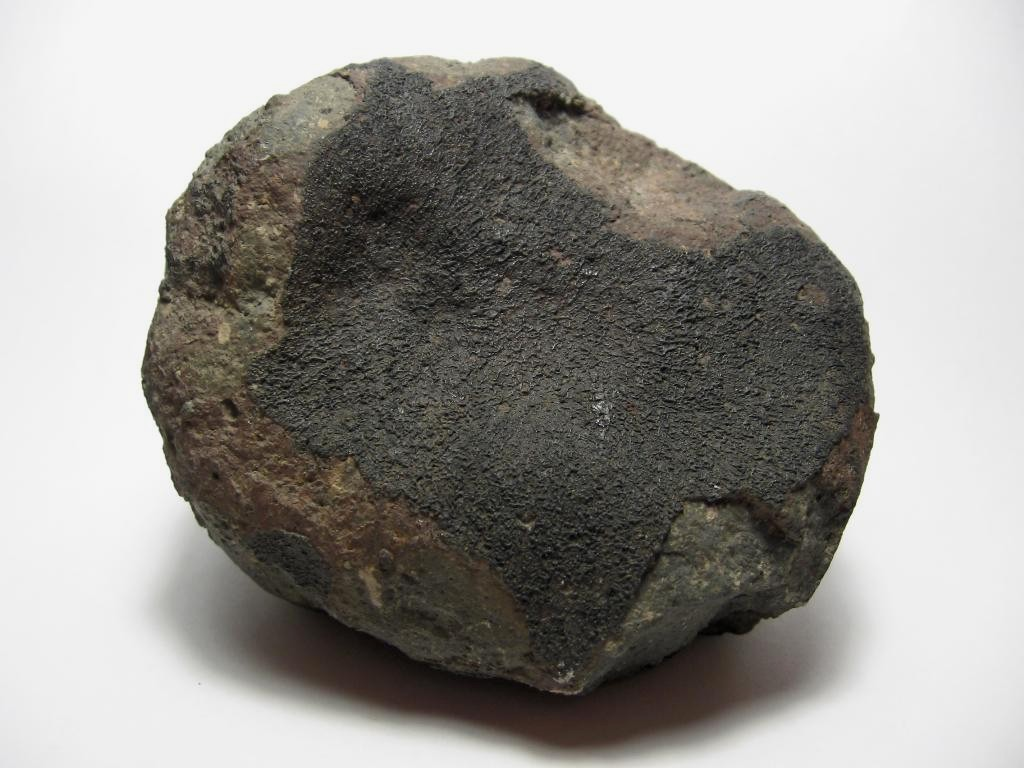
Альєнде — вуглецевий хондритний метеорит, який впав у Мексиці в 1969 році

Простежується доволі чітка залежність між складом астероїда і його відстанню від Сонця. Зазвичай, кам'яні астероїди, які складаються з безводних силікатів, розташовані ближче до Сонця, ніж вуглецеві глинисті астероїди, у яких часто виявляють сліди води, в основному у зв'язаному стані, але можливо, і у вигляді звичайного водяного льоду. При цьому близькі до Сонця астероїди мають значно більше альбедо, ніж астероїди в центрі та на периферії. Вважається, що це пов'язано із властивостями тієї частини протопланетного диска, з якого формувалися астероїди. У внутрішніх областях поясу вплив сонячної радіації був більш значним, що призвело до видування легких елементів, зокрема, води, на периферію. У результаті вода сконденсувалася на астероїдах зовнішньої частини поясу, а у внутрішніх областях, де астероїди прогріваються достатньо добре, її практично не залишилося.
Температура на поверхні астероїда залежить від відстані до Сонця і величини його альбедо. Для частинок пилу на відстані 2,2 а. о. температурний діапазон починається з 200 К (−73 °C) і нижче, а на відстані 3,2 а. о. вже зі 165 К (−108 °C). Однак для астероїдів це не зовсім справедливо, оскільки через обертання температури на його денній і нічній сторонах можуть суттєво відрізнятися.

## Комети головного поясу
Серед астероїдів головного поясу існують і такі, у яких на певній відстані від Сонця помітили появу кометної активності, яка виражається в появі у них газового чи пилового хвоста, які з'являються на короткий час при проходженні тіла поблизу перигелію (Церера, 596 Шейла, (62412) 2000 SY178 та ін.). Оскільки орбіти, по яких рухаються ці комети, виключають можливість їх появи у головному поясі в результаті захоплення класичних комет, вважається, що вони утворилися в самому поясі, у зовнішній його частині. Це вказує на те, що дуже багато об'єктів зовнішнього поясу можуть містити лід, який випаровується при нагріванні Сонцем поверхні астероїда. Не виключена ймовірність того, що саме комети головного поясу були джерелом океанів на Землі, оскільки співвідношення дейтерію і водню в них занадто низьке для класичних комет.

## Найбільші об'єкти поясу астероїдів
Найбільшими об'єктами поясу астероїдів є Церера, 4 Веста, 2 Паллада і 10 Гігея. Хоча вони мають багато спільних характеристик, тільки одна з них — Церера — виявилася достатньо круглою для присвоєння статусу карликової планети. Втім, трьом іншим у майбутньому, можливо, також буде присвоєно цей статус.
| Об'єкт                      | Фото | Середній діаметр км | Середній діаметр D♁ | Об'єм 109 км3 | Об'єм V♁ | Маса × 1021 кг | Маса M♁   | Густина г/см3 | Гравітація м/с2 | Гравітація ♁ | Тип об'єкта                |
| --------------------------- | ---- | ------------------- | ------------------- | ------------- | -------- | -------------- | --------- | ------------- | --------------- | ------------ | -------------------------- |
| Церера (карликова планета)‡ |      | 950,0               | 0,0746              | 0,437         | 0,0004   | 0,95           | 0,000159  | 2,08          | 0,27            | 0,0275       | Карликова планета Астероїд |
| 2 Паллада$                  |      | 532,0               | 0,04175             | 0,078         | 0,00007  | 0,211          | 0,0000353 | 2,8           | 0,2             | 0,02         | Астероїд                   |
| 4 Веста$                    |      | 529,2               | 0,04175             | 0,078         | 0,00007  | 0,262          | 0,0000438 | 3,42          | 0,251           | 0,0256       | Астероїд                   |
| 10 Гігея$                   |      | 407,12              | 0,032               | 0,04          | 0,00003  | 0,0885         | 1,0× 10-5 | 2,5           | 0,143           | 0,02         | Астероїд                   |

### Церера

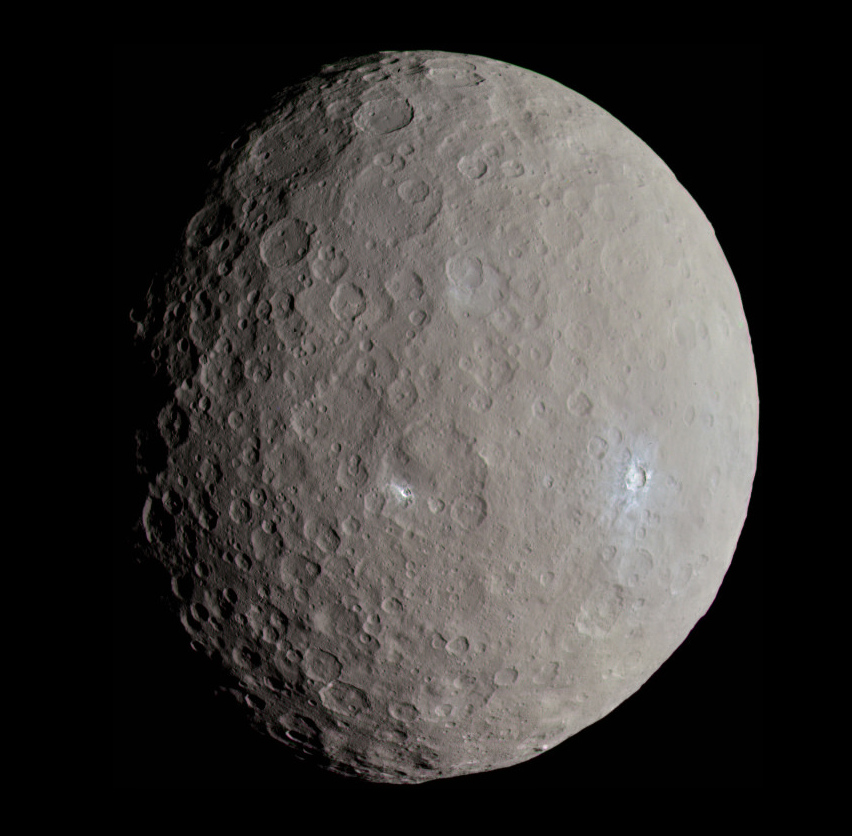
Карликова планета Церера

Церера має майже сферичну форму і діаметр близько 950 км, що становить майже третину місячного діаметра, при масі, рівній 9,43× 1020 кг, що складає вже лише 1,3 % маси Місяця, але дорівнює третині маси всіх астероїдів головного поясу. Вона розташовується на відстані 2,766 а. о., що дуже близько до центра мас головного поясу, розташованому на відстані 2,8 а. о. Абсолютна зоряна величина Церери 3,32m, що набагато більше будь-якого астероїда і може пояснюватися шаром льоду на її поверхні, але попри це, вона все одно є дуже темним тілом, і відбиває лише 5 % світла, що падає на неї.
Подібно до планет земної групи, на Церері відбулася диференціація речовини на силікатне ядро, оточене крижаною мантією, і тонку вуглецеву кору. Невелика частина льоду на поверхні періодично випаровується на короткий час, утворюючи навколо неї подобу дуже розрідженої атмосфери.

### Веста

Анімація обертання Вести. Видно величезний кратер поблизу південного полюса астероїда

Астероїд 4 Веста, відкритий Ольберсом в 1807 році, серед об'єктів головного поясу займає перше місце за яскравістю, друге місце за масою і третє місце за розміром. Також це єдиний астероїд, у якого був штучний супутник. Його поверхня відбиває 42 % світла, що падає на нього, що навіть більше, ніж у Землі (37 %). При середньому діаметрі в 530 км вона складає 9 % маси астероїдного поясу та обертається навколо Сонця приблизно на тій же відстані, що і Церера. Оскільки Веста утворилася за межами «снігової лінії», вона практично позбавлена води і складається з щільного металічного ядра з суміші заліза і нікелю, базальтової мантії (в основному з олівіну) і дуже тонкої, всього кілька кілометрів товщиною, кори.
Поблизу південного полюса Вести розташовується великий кратер від падіння крупного астероїда. У результаті цього зіткнення з Вести було викинуто величезну кількість фрагментів, які згодом сформували навколо неї астероїдну сім'ю, сумарна маса якої (не враховуючи маси самої Вести) становить близько 1 % маси всіх астероїдів головного поясу; а також особливий спектральний тип V з фрагментів породи, вибитих із поверхні, та тип J з породи, яка розташовувалася ближче до центра астероїда. Більша частина членів даної сім'ї розсіяна через її близькість до орбітального резонансу з Юпітером 3:1, причому частина з них впала на Землю у вигляді метеоритів.

### Паллада
Астероїд 2 Паллада другий за розміром об'єкт поясу астероїдів, але якщо вважати Цереру лише карликовою планетою, то Паллада буде найбільшим астероїдом. Вона менш масивна, ніж Веста, але складає 7 % маси головного поясу. Паллада цікава тим, що, подібно до Урана, має доволі сильний нахил осі обертання, рівний 34°, у той час як у трьох інших найбільших астероїдів цей кут не перевищує 10°. Так само, як і Церера, вона належить до типу C, багатого вуглецем і кремнієм, через що має низьке альбедо, що дорівнює 12 %. Астероїд рухається по орбіті з великим ексцентриситетом, який дорівнює 0,32, через це його відстань до Сонця сильно коливається: від 2,1 а. о. до 3,4 а. о.

### Гігея
Найбільший вуглецевий астероїд (75 % всіх астероїдів є вуглецевими), неправильної форми із середнім діаметром 431 км. 10 Гігея є четвертою за величиною і складає 3 % від маси головного поясу. Вона належить до вуглецевих астероїдів з альбедо 7 %, тому, попри великі розміри, з Землі її видно досить погано. Очолює однойменну сім'ю і, на відміну від трьох інших астероїдів, перебуває поблизу площини екліптики. Обертається навколо Сонця за 5,5 років.

## Астероїди як джерела ресурсів
Постійне зростання споживання мінеральних ресурсів промисловістю призводить до зменшення їхніх запасів на Землі, за деякими оцінками, запаси таких ключових для промисловості елементів, як сурма, цинк, олово, срібло, свинець, індій, золото і мідь, можуть бути вичерпані вже через 50—60 років, і необхідність шукати нові джерела сировини стане очевидною.
З погляду промислового освоєння астероїди є одними з найдоступніших тіл у Сонячній системі. Через малу гравітацію посадка і зліт з їхньої поверхні потребують мінімальних витрат палива, а якщо використовувати для розробки навколоземні астероїди, то вартість доставки ресурсів із них на Землю буде низькою. Астероїди можуть бути джерелом таких цінних ресурсів, як, наприклад, вода (у вигляді льоду), з якої можна отримати кисень для дихання і водень для космічного палива, а також різні рідкісні метали та мінерали, як-от залізо, нікель, титан, кобальт і платина, і, у меншій кількості, інші елементи типу марганцю, молібдену, родію і т. п. По суті, більшість елементів, важчих від заліза, які добуваються зараз із поверхні нашої планети, є залишками астероїдів, які впали на Землю в період пізнього важкого бомбардування. Астероїди є практично невичерпними джерелами ресурсів. Так, один невеликий астероїд типу M діаметром в 1 км може містити залізо-нікелевої руди до 2 млрд тонн, що у 2—3 рази перевищує видобуток руди за 2004 рік. Промислове освоєння астероїдів призведе до зниження цін на ці ресурси[джерело?] і дасть можливість активно розвиватися космічній інфраструктурі, яка необхідна для подальших досліджень космосу.